# Карі Олвік Ґрінсбе
Карі Олвік Ґрінсбе  (норв. Kari Aalvik Grimsbø, 4 січня 1985) — норвезька гандболістка, воротар, дворазова олімпійська чемпіонка, дворазова чемпіонка світу, чотириразова чемпіонка Європи.

## Виступи на Олімпіадах
| Олімпіада   | Дисципліна | Місце |
| ----------- | ---------- | ----- |
| Пекін 2008  | гандбол    | 1     |
| Лондон 2012 | гандбол    | 1     |
| Ріо 2016    | гандбол    | 3     |